# Santa Maria Goretti (Roma)

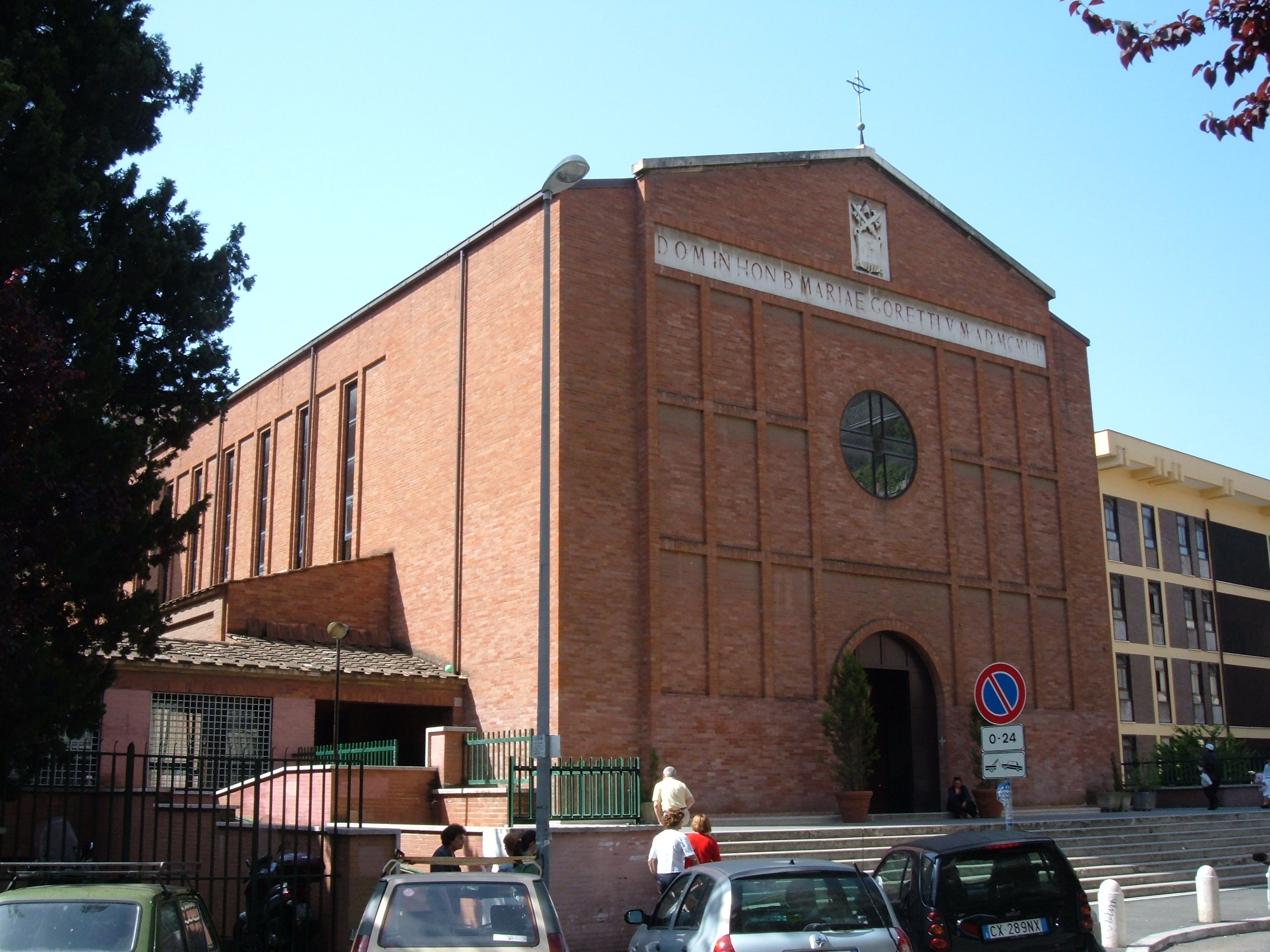
Vista da igreja.

Santa Maria Goretti é uma igreja titular de Roma localizada na Via Santa Maria Goretti, 29, no quartiere Trieste. É dedicada a Santa Maria Goretti.

## História
Esta paróquia foi instituída em 1 de junho de 1953, quando a igreja ainda estava em construção, através do decreto "In suburbana regione" do cardeal-vigário Clemente Micara. A igreja é um projeto de Tullio Rossi e foi completada em 1954. Em 2012, o papa Bento XVI a elevou a sede da diaconia cardinalícia de Santa Maria Goretti.

## Descrição

### Exterior
A igreja tem uma planta basilical, com uma nave com sete baias e corredores laterais. Depois fica um presbitério, um pouco mais baixo e mais estreito que a nave central, e uma parede se curva ligeiramente para fora formando uma espécie de abside muito rasa. Toda a estrutura fica sobre uma cripta.
A estrutura é toda de tijolos vermelhos que escondem uma estrutura de concreto armado. Os telhados são pontiagudos, com duas águas na nave central e apenas uma nos corredores. A parede da nave central tem nove janelas verticais retangulares flanqueadas por estreitas pilastras estreitas que se unem numa cornija que corre por cima do topo de todas as janelas, bem abaixo da linha do beiral. No fundo, na Via Tripolitana, a partir da qual se pode ver a abside, está o campanário, encostado no bloco principal do convento.
Como a igreja está acima de uma cripta, à frente da fachada está um lance de escadas. Há oito degraus com a largura de toda a fachada e terminando num pátio. De cada lado, as extremidades dos corredores se abrem em portais recuados com telhados de água única sobre eles. A fachada propriamente dita fica na frente da nave central apenas e, portanto, tem uma entrada só. Acima dele está uma grande janela redonda e a inscrição dedicatória gravada em pedra num friso que se estende por toda a largura da fachada, o que cria um "falso" frontão. Finalmente, o brasão da diocese fica no ângulo do gablete.

### Interior

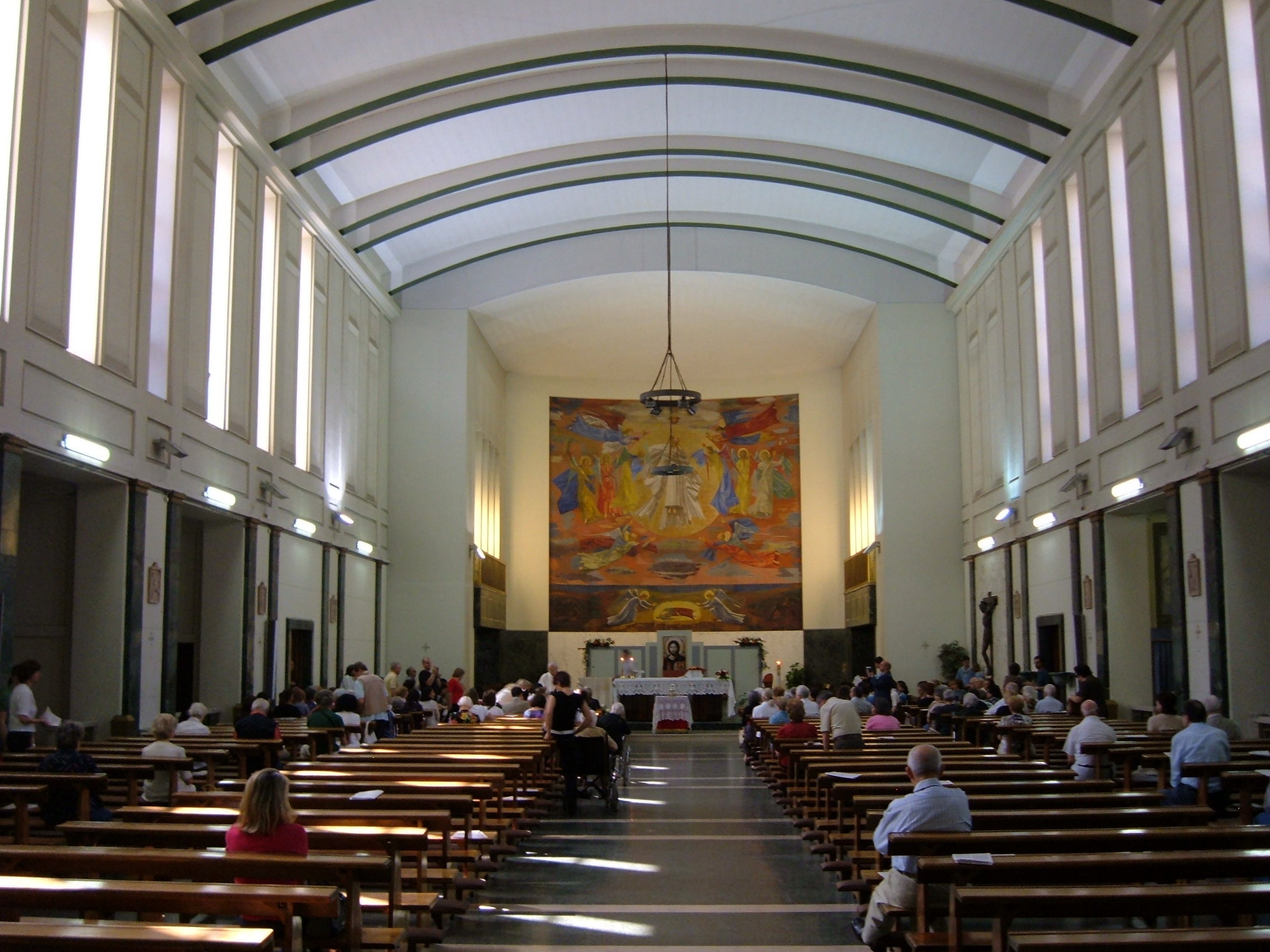
Vista do interior.

O interior apresenta uma nave simples depois de uma baia de entrada, com corredores divididos em três capelas de cada lado. Elas são separadas por grossos pilares quadrados, cada um dos quais escondendo dois suportes na forma de lajes de concreto reforçado que sustentam o teto. Há uma janela vertical retangular acima de cada capela e uma sobre cada pilar entre os suportes. Em cada pilar há um par de rasas pilastras dóricas aplicadas, de mármore verde com capitéis dourados. Elas sustentam um profundo entablamento entre as aberturas das capelas e as janelas, com arquitrave e cornija simples e projetadas ligadas por pequenas pilastras rompendo o friso em pequenos painéis retangulares recuados.
A grande janela redonda na contrafachada sustenta um vitral com o tema dos "Quatro Evangelistas", de János Hajnal. A igreja abriga ainda estátuas de bronze de Nossa Senhora do Sagrado Coração, de Sergio Verginelli. O presbitério é muito simples. O afresco que domina a parede no fundo do altar, "Apoteose de Santa Maria Goretti", é obra de Luigi Montanarini.